# Hagener Straßenbahn
Hagener Straßenbahn AG – przedsiębiorstwo komunikacyjne w Hagen. Wbrew nazwie obecnie nie posiada żadnej linii tramwajowej. Należy do Verkehrsverbund Rhein-Ruhr.

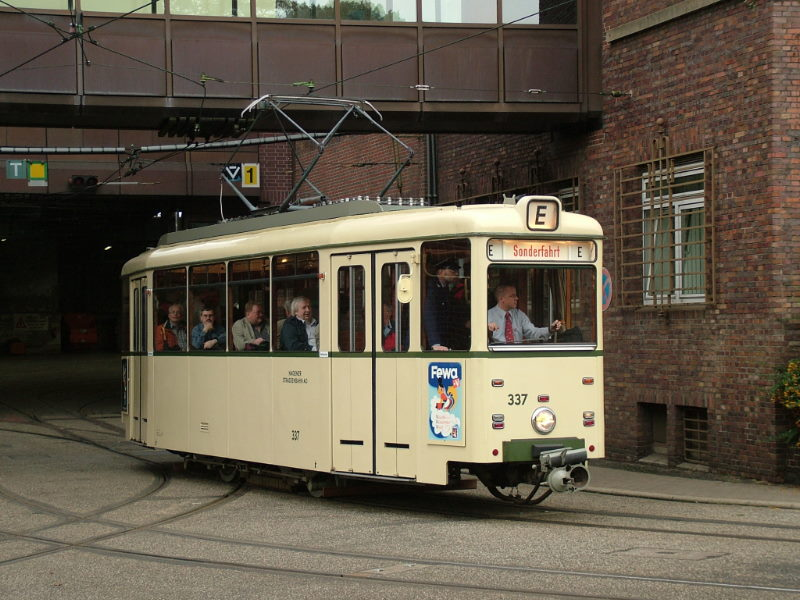
Dawny tramwaj z Hagen podczas jazdy w Bochum
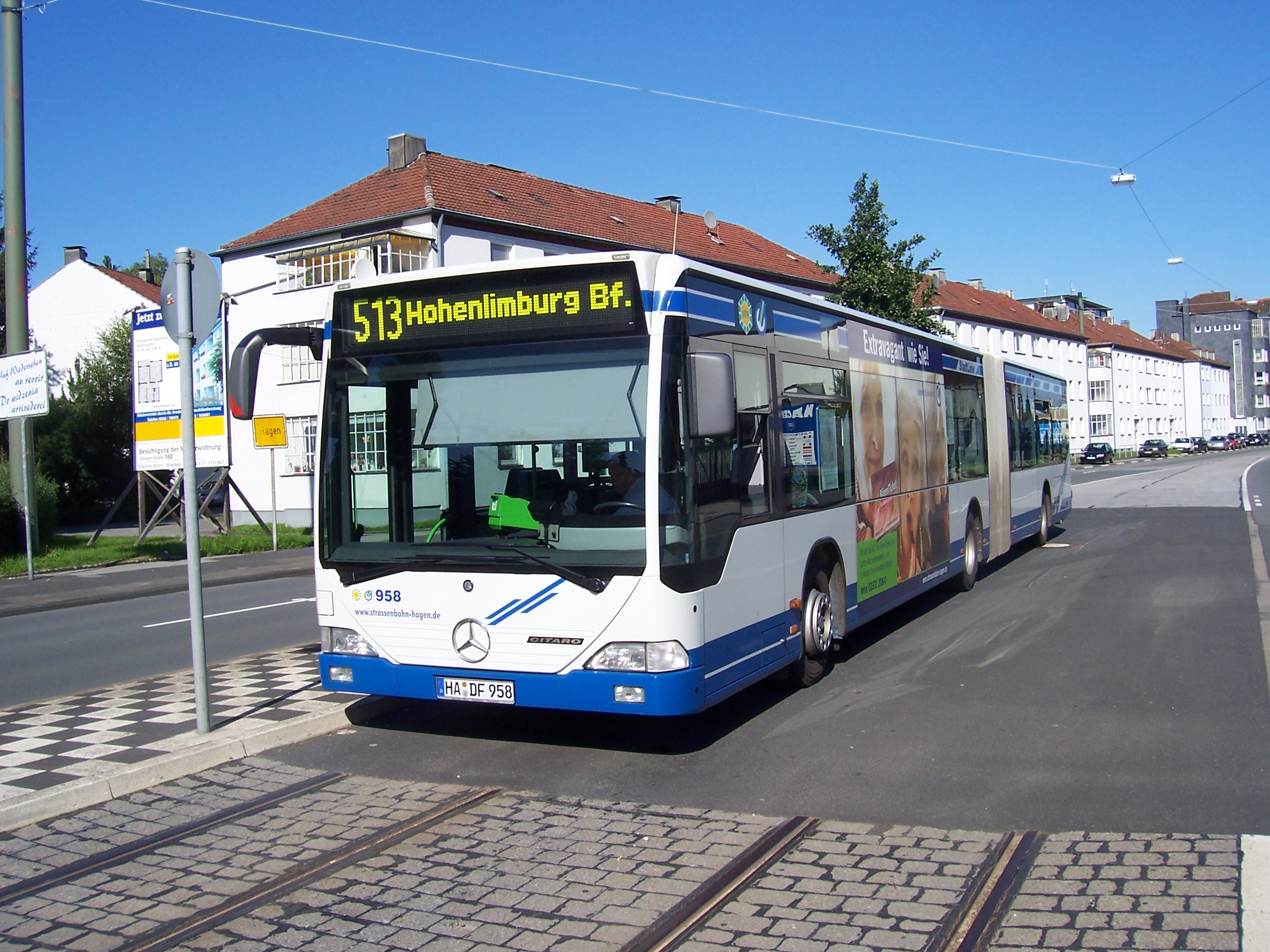
Autobus Hagener Straßenbahn, widoczne pozostałości torów tramwajowych